# Hauptidia stellata
Hauptidia stellata är en insektsart som först beskrevs av Ribaut 1948.  Hauptidia stellata ingår i släktet Hauptidia och familjen dvärgstritar.
Artens utbredningsområde är Cypern. Inga underarter finns listade i Catalogue of Life.